# تاريخ دبلن
تمتد جذور مدينة دبلن في التاريخ لأكثر من 1000 عام، وكانت خلال معظم هذا الوقت المدينة الرئيسية في أيرلندا والمركز الثقافي والتعليمي والصناعي للجزيرة.

## التأسيس والتاريخ المبكر

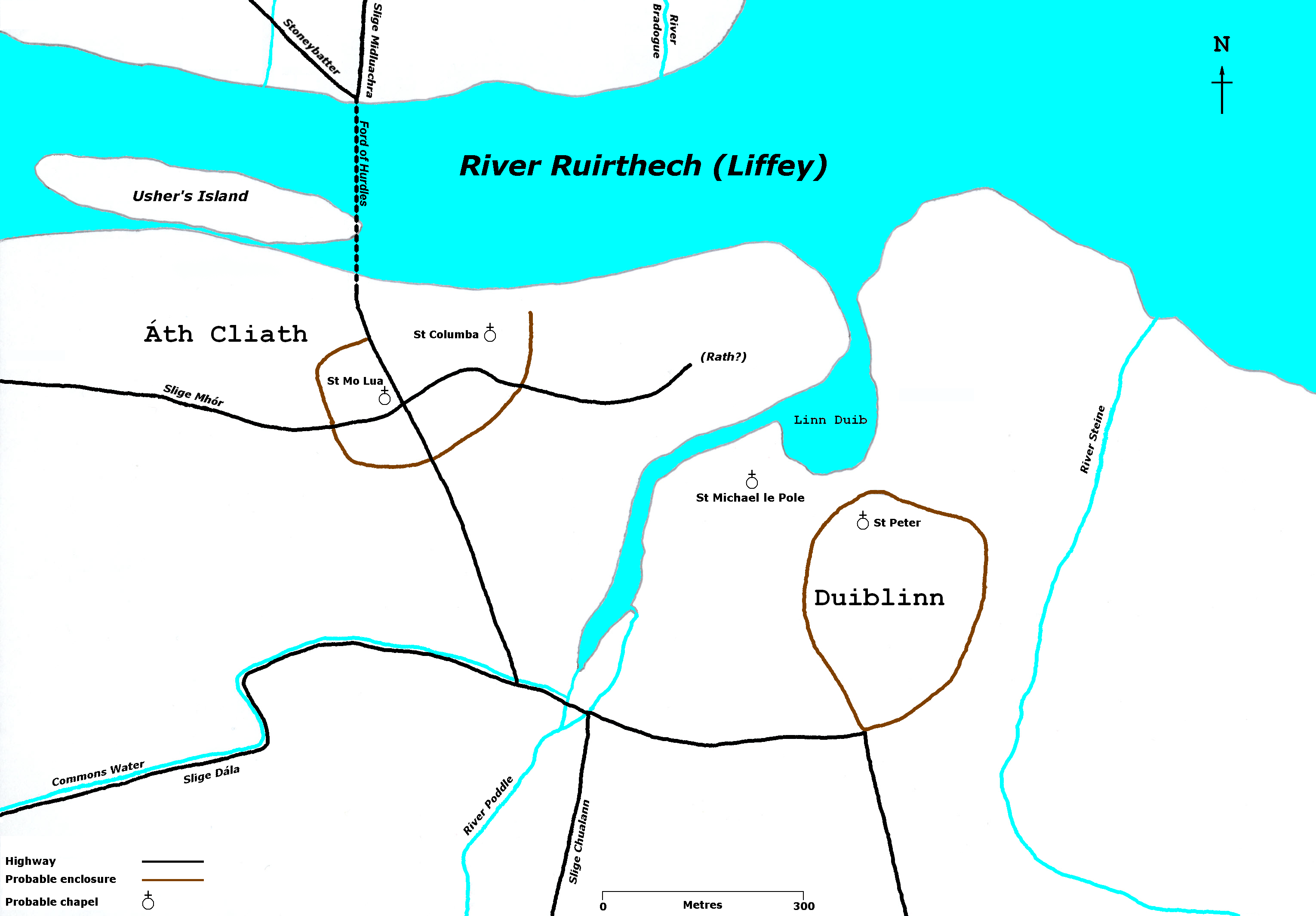
دبلن حوالي عام 800

يُقال أحيانًا أن أقدم إشارة إلى دبلن موجودة في كتابات كلوديوس بطليموس، عالم الفلك ورسام الخرائط المصري الإغريقي، في عام 140 تقريبًا، الذي يشير إلى مستوطنة تسمى إبلانا. هذا يعني أن دبلن ضاربة في التاريخ لما يقرب من ألفي عام، إذ لا بد أن المستوطنة كانت موجودة منذ فترة طويلة قبل أن يعلم بطليموس بوجودها. ومع ذلك، أُثيرت الشكوك في الآونة الأخيرة حول ارتباط إبلانا بدبلن، ويُعتقد الآن أن التشابه بين الاسمين كان من قبيل الصدفة.
يُعتقد الآن أن مستوطنة الفايكنغ سبقتها مستوطنة كنسية مسيحية تعرف باسم Duiblinn، التي جاء منها اسم Dyflin. ابتداءً من القرنين التاسع والعاشر، كانت هناك مستوطنتان حيث تقبع المدينة الحديثة. مستوطنة الفايكنغ التي تعود إلى عام 841 تقريبًا وتُعرف باسم Dyflin، من الكلمة الأيرلندية Duiblinn (أو «البحيرة السوداء»، في إشارة إلى بحيرة مد مظلمة حيث يدخل نهر بودل في نهر ليفي في موقع حدائق القلعة خلف قلعة دبلن)، ومستوطنة غيلية، Áth Cliath («معبر الحواجز»)، كانت عند أعلى النهر، عند جسر الأب ماثيو في أسفل شارع الكنيسة في الوقت الحاضر. ما يزال اسم المستوطنة الكلتية مستخدمًا باعتباره الاسم الأيرلندي للمدينة الحديثة، على الرغم من العثور على أول دليل مكتوب على الاسم في حوليات أولستر عام 1368. جاء الاسم الإنجليزي الحديث من مستوطنة الفايكنغ Dyflin التي اشتُق اسمها من الكلمة الأيرلندية Duiblinn. حكم الفايكنغ، أو الأوستمن كما أطلقوا على أنفسهم، دبلن قرابة الثلاثة قرون، على الرغم من أنهم طُردوا منها في عام 902 ليعودوا إليها في عام 917 وعلى الرغم من هزيمتهم أمام الملك الأيرلندي الأعلى بريان بورو في معركة كلونتارف في عام 1014. منذ ذلك التاريخ، كان الشماليون قوة سياسية صغيرة في أيرلندا، واختاروا الحياة التجارية بثبات. انتهى حكم الفايكنغ لدبلن بالكامل في عام 1171 عندما استولى ملك لينستر ديرموت ماكموروه على المدينة، بمساعدة مرتزقة الكامبرو-نورمان. حاول آخر ملوك دبلن الشماليين، أسكول ماك راغنيل، استعادة المدينة بمساعدة جيش كوّنه من أقاربه في المرتفعات الاسكتلندية حيث اضطر إلى الفرار بعد الاستيلاء على المدينة، لكن محاولة الاستعادة فشلت وقُتل أسكول.
الثينغموت هو تل مرتفع، ارتفاعه 40 قدمًا (12 مترًا) ومحيطه 240 قدمًا (73 مترًا)، تجمّع عليه الشماليون ووضعوا قوانينهم. يقع جنوب النهر بجوار قلعة دبلن حتى عام 1685. امتلكت دبلن في عصر الفايكنغ أسواقًا كبيرة للرقيق. أمسك الشماليون والزعماء الأيرلنديون المحاربون بالرق وباعوهم.
احتفلت دبلن بألفيتها عام 1988 بشعار دبلن عظيمة لعام '88'. المدينة أقدم بكثير من هذا، ولكن في ذلك العام، اعترف الملك النوردي غلون إيراين بمايل سيتشنيل الثاني (مايل سيتشنيل مور)، ملكًا أعلى لأيرلندا، ووافق على دفع الضرائب وقبل بقانون بريهون. احتُفل بهذا التاريخ، ولكن قد لا يكون دقيقًا: في عام 989 (وليس 988)، حاصر مايل سيتشنيل المدينة مدة 20 يومًا واستولى عليها. لم يكن هذا هجومه الأول على المدينة.[بحاجة لمصدر]
أصبحت دبلن مركز القوة الإنجليزية في أيرلندا بعد غزو النورمان للنصف الجنوبي من أيرلندا (مونستر ولينستر) في 1169-1171، وحلّت محلّ تارا في ميث -مقر ملوك أيرلندا الأعلين الغيليين- كمحور رئيسي لنظام الحكم في أيرلندا. في 15 مايو 1192، منح جون، لورد أيرلندا، أول ميثاق مكتوب للحريات في دبلن، ووُجِّه إلى جميع «أصدقائه ورعاياه الفرنسيين والإنجليز والأيرلنديين والويلزيين». في 15 يونيو 1229 منح ابنه هنري المواطنين الحق في انتخاب عمدة من المخطط أن يساعده رئيسا المجلس. بحلول عام 1400، اندمج العديد من الغزاة الأنجلو نورمان في الثقافة الغيلية، إذ اعتمدوا اللغة والعادات الأيرلندية، وتركوا مساحة صغيرة فقط من لينستر حول دبلن -تُعرف باسم بيل- تحت السيطرة الإنجليزية المباشرة.

## دبلن في أواخر العصور الوسطى

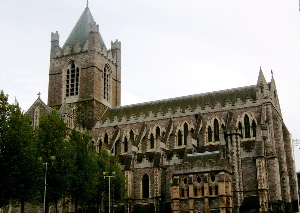
كاتدرائية كنيسة المسيح

بعد استيلاء الأنجلو-نورمان على دبلن عام 1171، غادر العديد من الشماليين المدينة القديمة التي كانت على الجانب الجنوبي من نهر ليفي وبنوا مستوطنتهم الخاصة على الجانب الشمالي، المعروفة باسم أوستمانتاون أو «أوكسمانتاون». أصبحت دبلن عاصمة السيادة الإنجليزية لأيرلندا منذ عام 1171 فصاعدًا، وسكنها مستوطنون من إنجلترا وويلز بكثافة. شهدت المنطقة الريفية المحيطة بالمدينة حتى أقصى شمال دروهيدا استيطانًا واسعًا من قبل الإنجليز. في القرن الرابع عشر، حُصِّنت هذه المنطقة ضد الأيرلنديين الأصليين الحازمين وأصبحت تعرف باسم بيل. تركّز الحكم الإنجليزي في دبلن ذاتها على قلعة دبلن. كانت المدينة أيضًا المقر الرئيسي لبرلمان أيرلندا منذ عام 1297 الذي تألف من ملاك الأراضي والتجار. تشمل المباني المهمة التي يعود تاريخها إلى هذا الوقت كاتدرائية القديس باتريك وكاتدرائية كنيسة المسيح وكنيسة القديس أودن، وجميعها تقع على بعد كيلومتر واحد من بعضها.
طوّر سكان منطقة بيل هوية مميزة عن المستعمرين المستوطنين الآخرين في أرض حبيسة لحضارة محاطة «بالسكان البربريين الأصليين». تتجسّد عقلية الحصار لدى سكان دبلن في العصور الوسطى بالشكل الأمثل بممارسة الحج السنوي إلى منطقة تسمى Fiodh Chuilinn أو الغابة المقدسة (نُقلت إلى اللغة الإنجليزية كولينزوود) في رانالا، حيث قُتل في عام 1209 خمسمئة مستوطن جديد من برستل على يد عشيرة أوتولي خلال نزهة خارج حدود المدينة. في «يوم الاثنين الأسود» من كل عام، يسير سكان دبلن خارج المدينة إلى المكان الذي حدثت فيه الفظائع ويرفعون راية سوداء باتجاه الجبال لتحدي الأيرلنديين للقتال في إشارة إلى التحدي الرمزي. يُعدُّ هذا الطقس خطيرًا للغاية، إذ كان من الضروري حماية المشاركين من «العدو على الجبل» بمليشيات المدينة والحواجز حتى القرن السابع عشر.

## العصور الحديثة
واصلت المدينة الازدهار في القرن الثامن عشر، أصبحت دبلن ولفترة قصيرة ثاني أكبر مدينة في الإمبراطورية البريطانية، وخامس أكبر مدينة أوروبية، حيث تجاوز عدد سكانها 130000 نسمة. وتعود معظم المعالم الشهيرة في المدينة إلى تلك الفترة كالمحاكم الأربعة وبيت الجمارك وشارع غرافتون. نتيجة التطور الهائل الذي طرأ على المدينة في القرن الثامن عشر، ظهرت معالم ومبانٍ شهيرة عديدة كساحة مريون ومبنى البرلمان الأيرلندي وقاعة المدينة.
شهدت دبلن وعموم أيرلندا فترة تراجع في الاقتصاد والسياسة في القرن التاسع عشر، بعد قانون الاتحاد عام 1800، إذ نقل بموجبه مبنى البرلمان إلى «برلمان ويستمنستر» في لندن. لم تلعب المدينة أي دور هام في الثورة الصناعية، لكنها بقيت مركز الاقتصاد ونقطة النقل في الجزيرة. لم يكن في أيرلندا مصادر كبيرة من الفحم والوقود في ذلك الوقت، كما لم تكن دبلن مركزاً لصناعة السفن، المحرك الاقتصادي الرئيسي في التنمية الصناعية في بريطانيا وأيرلندا. تطورت بلفاست بصورة أسرع من دبلن خلال تلك الفترة بفضل التجارة الدولية ومصانع إنتاج الأقمشة وبناء السفن.

## وصلات خارجية
- خريطة دبلن سنة 1798
- جمعية فنغلاس التاريخية
- نموذج لدبلن خلال العصور الوسطى - واي باك مشين
- حوليات السادة الأربع - كلية كورك الجامعية